# Lipper Bergland
Das Lipper Bergland, auch Lippisches Bergland genannt, ist ein bis 495,8 m ü. NHN hohes Mittelgebirge in Ostwestfalen-Lippe. Es liegt im Regierungsbezirk Detmold im Nordosten von Nordrhein-Westfalen (Deutschland) und in Südniedersachsen.

## Geographie

### Lage
Das Lipper Bergland gehört zum Weserbergland und wird durch den Fluss Werre im Westen sowie durch die Weser im Norden und Osten begrenzt. Im Süden geht es in das Eggegebirge und in das östlich davon gelegene Oberwälder Land über. Im Osten dacht das Bergland vom Pyrmonter Bergland zur Weser hin ab. Die Landschaft ist stark gegliedert, es wechseln Kuppen mit Höhenzügen, flache Senken mit zertalten Hügelgebieten. Drei größere Flüsse, Weser, Werre und Bega, und kleinere wie die Emmer schneiden sich in die Landschaft ein; an den Rändern verliert das Bergland an Höhe. Großteile der Region liegen im Naturpark Teutoburger Wald / Eggegebirge.

### Naturräumliche Zuordnung und Gliederung
Das Lipper Bergland bildet in der naturräumlichen Haupteinheitengruppe Oberes Weserbergland (Nr. 36) die Haupteinheit 364. Es gliedert sich so auf:
| - 364.0 Bega-Hügelland - 364.00 Lager Höhenzug - 364.01 Bega-Mulde - 364.1 Westliches Lipper Bergland - 364.10 Salzufler Keuper-Höhen - 364.11 Exter Hügelland - 364.12 Vlothoer Bergland - 364.13 Wüstener Hügel- und bergland - 364.14 Taller Bergland - 364.15 Hohenhausener Bergland - 364.16 Lemgoer Talbecken - 364.17 Lemgoer Berge - 364.18 Hillentruper Becken - 364.19 Humfelder Talbecken - 364.2 Östliches Lipper Bergland - 364.20 Krankenhagener Kuppen - 364.21 Heidelbecker Höhen - 364.22 Bösingfelder Becken | - Östliches Lipper Bergland (Fortsetzung) - 364.23 Alverdissener Höhen - 364.24 Rumbecker Höhen - 364.25 Halvestorfer Hügelland - 364.26 Ärzener Talmulde - 364.27 Hamelner Berge - 364.28 Grohnder Berge - 364.3 Südliches Lipper Bergland - 364.39 Werre-Hügelland - 364.31 Detmolder Hügelland - 364.32 Blomberger Becken - 364.33 Steinheimer Becken - 364.34 Blomberger Höhen - 364.35 Barntruper Becken - 364.36 Sabbenhauser Mulde - 364.37 Schwalenberger Höhen (Köterberg) - 364.38 Löwendorfer Hügelland |

Nach Osten hin dachen Teile des Lipper Berglandes über die naturräumlichen Untereinheit Ottensteiner Platten (365.2) zur Weser hin ab, die zur Haupteinheit Pyrmonter Bergland (365) gehört.

### Berge
Der höchste Berg im Lipper Bergland ist der 495,8 m hohe Köterberg im Naturraum Schwalenberger Höhen, der zum Südlichen Lipper Bergland gehört. Sein Gipfel liegt im Gebiet der nordrhein-westfälischen Stadt Lügde.
Dieser und weitere Berge und Erhebungen im Lipper Bergland sind – sortiert nach Höhe in Meter (m) über Normalhöhennull (NHN) und mit Ortschaften:
| - Köterberg (495,8 m), zwischen Bödexen (Höxter) und Köterberg (Lügde) - Großer Pulskopf (447,7 m), zwischen Elbrinxen (Lüdge) und Schwalenberg (Schieder-Schwalenberg) - Winterberg (429,1 m) in den Blomberger Höhen bei Eschenbruch (Blomberg) - Steinberg (396,0), bei Schwelentrup (Dörentrup) - Strohberg (394,0 m), nahe Bödexen (Höxter) - Dörenberg (392,5 m) bei Linderhofe (Extertal) - Schanzenberg (379,7 m), bei Linderhofe (Extertal) - Baumeisterberg (378,1 m), zwischen Falkenflucht, Köterberg und Niese (Lügde) - Hohe Asch (371,5 m), zwischen Bösingfeld, Hummerbruch und Reine (Aerzen/Extertal) (Extertal) - Kleeberg (361,2 m), zwischen Henstorf, Niedermeien (Kalletal) und Homeien (Dörentrup) - Scharpenberg (355,3 m), zwischen Niese und Rischenau (Lügde) - Klosterberg (347,9 m), zwischen Falkenhagen und Wörderfeld (Lügde) - Tintelberg (347,9 m), zwischen Niese und Rischenau (Lügde) - Windelstein (346,8 m), zwischen Hillentrup und Neuenkamp (Dörentrup) sowie Lemgo und Luherheide (Lemgo) - Bonstapel (341,8 m), zwischen Talle (Kalletal) und Valdorf (Vlotho) - Westerberg (338,5 m), zwischen Kollerbeck (Marienmünster) und Rischenau (Lügde) - Kleiner Scharpenberg (325,9 m), zwischen Niese und Rischenau (Lügde) - Eikerberg (325,6 m), bei Schwalenberg (Schieder-Schwalenberg) - Hungerberg (324,1 m), zwischen Vörden und der Abtei Marienmünster (Marienmünster) - Sabbenhauser Egge (323,2 m), nahe Henkenbrink und Sabbenhausen (Lügde) - Buntenberg (319,6 m), zwischen Göstrup und Laßbruch in der Gemeinde Extertal - Dohlenberg (313,0 m), bei Schwalenberg (Schieder-Schwalenberg) - Ösenberg (315,0 m), zwischen Falkenhagen und Henkenbrink (Lügde) - Teutberg (305,3), zwischen Alverdissen (Barntrup) und Humfeld (Dörentrup) - Nettelberg (ca. 304 m), zwischen Talle (Kalletal) und Valdorf (Vlotho) - Isenberg (303,5 m), zwischen Henkenbrink und Rischenau (Lügde) - Kielsberg (301,6 m), bei Hünkergrund und Wörderfeld (Lügde) - Vorderer Klosterberg (302,6 m), bei Sabbenhausen und Wörderfeld (Lügde) - Distelberg (300,2 m), bei Henkenbrink (Lügde) - Saalegge (299,6 m), zwischen Bentorf (Kalletal) und Valdorf (Vlotho) - Ruschberg (295,0 m), zwischen Valdorf (Vlotho) und Kalldorf (Kalletal) - Rauher Kopf (296,8 m), nahe Henkenbrink und Sabbenhausen (Lügde) - Kalaxberg (295,2 m), zwischen Henkenbrink und Wörderfeld (Lügde) - Elbrinxner Isenberg (295 m), zwischen Elbrinxen und Henkenbrink (Lügde) - Amelungsburg (292,8 m), Hillentrup, Homeien und Neuenkamp (Dörentrup) | - Rischenauer Isenberg (283,9 m), zwischen Henkenbrink und Rischenau (Lügde) - Bickplecken (275,8 m), zwischen Valdorf (Vlotho) und Welstorf (Lemgo) - Großer Selberg (275,4 m), zwischen Talle (Kalletal) und Valdorf (Vlotho) - Baumeisterberg (271,7 m), bei Hünkergrund und Wörderfeld (Lügde) - Kleiner Selberg (271,7 m), zwischen Talle (Kalletal) und Valdorf (Vlotho) - Boberg (266 m), bei Wüsten (Bad Salzuflen) - Giersberg (264,0 m), zwischen Meiborssen (Vahlbruch) und Polle - Vierenberg (257,7 m), bei Hollenstein und Wüsten (Bad Salzuflen) - Egge (253,1 m), (Lügde) - Mittelegge (251,8 m), (Lügde) - Pilatusberg (251 m), (Lügde) - Ölgemeiers Kopf (247,9 m), (Lügde) - Sperrlberg (245 m), (Lügde) - Eckberg (243 m), nahe Polle und Brevörde - Dornberg (240,1 m), zwischen Schwarzenmoor (Herford) und Exter (Vlotho) - Ebenöde (237,1 m), zwischen Ebenöde (Vlotho) und Oberbecksen (Bad Oeynhausen) - Eggeberg (233,3 m), bei Schwarzenmoor (Herford) - Großer Eselsberg (232,0 m), nahe Meiborssen (Vahlbruch) und Polle - Lattberg (231,4 m), zwischen Entrup und Eversen (Nieheim) - Eiberg (230,0 m), bei Valdorf (Vlotho) - Eilsberg (230 m), (Brevörde) - Birkenberg (217,0 m), nahe Polle - Möllenberg (215,6 m), Bentorf und Dalbke (Kalletal) - Schelpsieker Berg (214,7 m), zwischen Elbrinxen und Rischenau (Lügde) - Stuckenberg (213,8 m), zwischen Schwarzenmoor und Neustädter Feldmark (Herford) - Adamsberg (207,4 m), zwischen Kollerbeck (Marienmünster) und Ruensiek (Schieder-Schwalenberg) - Obernberg (203,0 m), in Bad Salzuflen - Homberg (201,2 m), zwischen Falkendiek und Homberghof (Herford) - Winterberg (Weserbergland) (198,8 m), zwischen Maasbeeke und Winterberg (Vlotho) - Solterberg (198,6 m), zwischen Exter und Valdorf (Vlotho) - Klusberg (196,1 m), zwischen Bonneberg und Galgenkamp (Vlotho) - Steinberg (196,0 m), zwischen Ebenöde (Vlotho) und Oberbecksen (Bad Oeynhausen) - Kleiner Eselsberg (192,5 m), Vahlbruch - Heuberg (Lipper Bergland), (173 m) in Schwarzenmoor - Tenderling (167,3 m), bei Polle - Schweichler Berg (165 m) in Hiddenhausen - Asenberg (155,0 m), in Bad Salzuflen - Amtshausberg (141,8 m), zwischen Ebenöde (Vlotho) und Vlotho |

## Flora und Fauna
In den Wäldern des Lipper Berglandes herrschen Buchen- und Eichengesellschaften vor. Die landwirtschaftlichen Flächen werden fast ausschließlich ackerbaulich genutzt. In den teilweise naturnahen Fließgewässern finden sich seltene und schützenswerte Tiere und Pflanzen, weswegen manche Gewässerabschnitte in Naturschutzgebieten liegen.